# Țolici
Țolici – wieś w Rumunii, w okręgu Neamț, w gminie Petricani. W 2011 roku liczyła 1616 mieszkańców.